# 2011年11月

## 11月1日
- 中国神舟八号飞船在甘肃省酒泉卫星发射中心由长征二号F运载火箭搭载升空，将前往地球轨道与天宫一号目标飞行器对接。BBC中文網（页面存档备份，存于）新华网（页面存档备份，存于）新华网（页面存档备份，存于）
- 意大利人马里奥·德拉吉接替特里谢担任欧洲央行行长。新华网

## 11月2日
- 日本理化學研究所与富士通公司合作開發的超級電腦「京」运算速度達到每秒1.051万万亿次，成为世界上运算速度最快的计算机。中央社人民网

## 11月3日
- 希臘總理巴本德里歐11月2日時表示，希臘計劃最快12月4日舉辦公投，將針對希臘是否繼續留在歐元區進行投票。但於後續在內外交迫之下，他又表示，準備放棄針對是否接受援助舉行公民投票的計畫。亦傳其將因此被逼辭職下臺。中央社-1 中央社-2 中央社-3
- 中国神舟八号飞船和天宫一号目标飞行器在距离地球343公里的近地轨道完成交会对接。新华网（页面存档备份，存于）
- 歐洲中央銀行新任總裁馬里奧·德拉基舉行就任以來首度會議，通過調降基準利率25個基點至 1.25%，與希臘撤銷針對歐盟紓困案進行公投後，激勵3日歐股、美股勁揚，歐元兌美元和日圓匯價聞訊走堅，油價與金、銅等金屬價格亦隨之水漲船高。中央社-1 中央社-2 中央社-3 中央社-4 中央社-5[] 中央社-6
- 為期2天的20國集團高峰會於法國坎城展開，峰會初步會談將聚焦歐債危機。20國集團佔全球經濟產值85％，原旨為關懷弱國、永續發展、縮小差距。但今年卻盼中國等新興經濟體伸出援手，協助解決西歐等富裕國家之財政危機。中央社-1 中央社-2
- 保罗·比亚正式就任喀麦隆总统，这是他第六次连任喀麦隆总统。环球网（页面存档备份，存于）

## 11月4日
- 在俄罗斯科学院生物医学问题研究所举行的火星登陸模擬飞行实验火星-500结束，6名国际考察组成员在与外界隔绝520天后步出实验舱。自由時報中央社俄罗斯新闻网
- 哥伦比亚反政府武装哥伦比亚革命武装力量领导人阿方索·卡诺在考卡省被政府军发动的空袭击毙。新华网
- 国际纯粹与应用物理学联合会在英国伦敦召开年度大会时，正式确定鐽、錀、鎶三种元素的名称。联合新闻网

## 11月5日
- 尼日利亚东北部两地4日和5日连续发生多起暴力袭击事件，已致死90人（11月6日数据）。新华网 Archive.today的存檔，存档日期2013-04-28
- 由总理帕潘德里欧领导的希腊政府凌晨以153票支持、145票反对赢得议会信任投票。新华网（页面存档备份，存于）

## 11月7日
- 洛杉矶高等法院一个陪审团认定，美国流行歌坛巨星迈克尔·杰克逊生前的私人医生康拉德·默里过失杀人罪名成立。新华网

## 11月8日
- 直径约400米的小行星2005 YU55在月球與地球之間掠過地球，最靠近地球时的距离为324,600公里，下一次50米以上级别的小行星在地月距离内掠过地球要等到2028年才會再發生。中央社
- 聯合國國際原子能總署同日表示，訊息顯示伊朗尋研發核武。此引發西方反彈，美、法主張對伊朗制裁，但德黑蘭揚言將摧毀以色列。中央社

## 11月9日
- 紐約商品期貨交易所12月期金每盎斯報1,801.20美元。飆破1,800美元大關，是近7週來首見。中央社
- 俄罗斯福布斯-土壤和中国螢火一號两个火星探测器在哈萨克斯坦拜科努尔发射场搭乘俄罗斯天顶-2SB运载火箭发射升空后出现意外，未能按计划实现变轨。BBC中文網（页面存档备份，存于） 新浪新聞 新華網（页面存档备份，存于）
- 希臘總理巴本德里歐請辭，但未宣布繼任人選。中央社
- 驻扎在中国吉林市船营区的解放军某部四名士兵携带一把自动步枪和近八百发子弹逃离军队。在当天下午与警方的交火中，三人被击毙，一人受伤，另有两名警察死亡，一人受伤。凤凰网（页面存档备份，存于）

## 11月10日
- 義大利和德國公債殖利率息差擴大，達歐元歷來最大，及義大利信用違約交換攀升創新高紀錄。欧洲股市4天以來第3天收黑。美國股市開低走低。中央社-1 中央社-2
- 希腊总统卡罗洛斯·帕普利亚斯任命欧洲中央银行前副行长卢卡斯·帕帕季莫斯出任希腊总理，以接替辞职的乔治·帕潘德里欧。新华网（页面存档备份，存于）
- 以色列最高法院驳回前总统摩西·卡察夫强奸和性骚扰案上诉，维持原判。卡察夫将从下月起入狱服刑7年。新华网 Archive.today的存檔，存档日期2013-04-28
- 国际自然保护联盟宣布，生活在非洲中西部草原的西部黑犀牛正式宣告灭绝。新浪网（页面存档备份，存于）
- 利比里亚现任总统埃伦·约翰逊-瑟利夫在8日举行的总统选举第二轮投票中获胜，将连任利比里亚总统。新华网（页面存档备份，存于）

## 11月11日
- 墨西哥内政部长弗朗西斯科·布莱克·莫拉因乘坐的直升机在墨西哥城坠毁而身亡。新华网 Archive.today的存檔，存档日期2013-04-28

## 11月12日
- 阿拉伯国家联盟决定，自16日起中止叙利亚代表团参加阿盟及其相关机构的活动，直至叙利亚政府全面执行阿盟就化解该国当前危机的倡议。新华网（页面存档备份，存于）
- 意大利众议院通过了一套旨在稳定国内财政状况的法案，该法案已于11日在意大利参议院获得通过。新华网1（页面存档备份，存于） 新华网2 Archive.today的存檔，存档日期2013-04-28
- 意大利总理贝卢斯科尼向总统纳波利塔诺递交了辞呈，正式辞职。新华网（页面存档备份，存于）
- 亚太经济合作组织第十九次领导人非正式会议于当地时间12日至13日在美国夏威夷举行。新华网（页面存档备份，存于）
- 非洲剛果東部的尼亞穆拉吉拉火山同日開始大爆發，火山學家達里歐表示，這或許是此火山本世紀最大噴發，其裂縫長1公里，岩漿噴發高度約四百公尺。東森新聞

## 11月13日
- 雪铁龙车队法国车手塞巴斯蒂安·勒布获得2011年世界拉力锦标赛的总冠军，这是他第八次获得该赛事的总冠军。新浪（页面存档备份，存于）
- 意大利总统乔治·纳波利塔诺任命马里奥·蒙蒂为总理，负责组建过渡政府。新华网 Archive.today的存檔，存档日期2013-04-28

## 11月14日
- 巴基斯坦電信當局禁止手機簡訊使用「猥褻」詞彙長達1,695個，禁令將於11月21日生效。清單已於同日分發給手機業者，並給出7日緩衝，但是受到各界嘲笑，運動團體揚言將在法庭上挑戰這項禁令。中央社/法新社

## 11月15日
- 法國輻射防護暨核子安全研究所（IRSN）同日公佈初期偵測結果，於法國上空偵測到的碘131微粒，其剛達偵測儀器最低限度。同時強調，此偵測量並不會對人體造成危害。中央社

## 11月16日
- 载有两名俄罗斯和一名美国宇航员的俄罗斯联盟TMA-22飞船与国际空间站成功对接。
- 「世界報」（Le Monde）同日報導，至今已偵測到碘 131異常的歐洲國家已有捷克、匈牙利、波蘭、斯洛伐克、奧地利和德國。中央社

## 11月17日
- 神舟八號成功著陸。BBC中文網（页面存档备份，存于） 中央廣播電台 新浪香港
- 美國國防部同日格林威治時間11時30分從夏威夷發射先進超高音速武器（Advanced Hypersonic Weapon，AHW）成功試飛超高音速飛行炸彈。此為美國即時全球打擊中的一部份。中央社
- 「世界報」（Le Monde）網站指出，匈牙利一同位素研究所同日對外宣佈，此為布達佩斯一實驗室碘 131外洩所致。中央社

## 11月18日
- 第14次中国－东盟领导人会议在印度尼西亚巴厘岛举行，会议就纪念对话关系20周年发表联合声明。新华网（页面存档备份，存于）
- 物理学家已经复核了此前发现的中微子超光速现象。其實驗結果已提交《高能物理學報》審查出版。新华网 中央社
- 昂山素季率领的全国民主联盟宣布将重新注册为缅甸政党，并将参加即将举行的议会补选。凤凰网（页面存档备份，存于）
- 俄罗斯、白俄罗斯、哈萨克斯坦三国总统在莫斯科签署协议，决定在2015年成立超国家机构欧亚联盟。新华网 Archive.today的存檔，存档日期2013-04-28
- 《minecraft》於PC(即現今Java版)推出正式版。

## 11月19日
- 第六届东亚峰会在印度尼西亚巴厘岛闭幕。新华网（页面存档备份，存于）
- 主题为“在全球国家共同体中的东盟共同体”的第19届东盟峰会在印尼巴厘岛落下帷幕。中国新闻网（页面存档备份，存于）
- 利比亚前领导人穆阿迈尔·卡扎菲之子赛义夫·伊斯兰·卡扎菲在逃往尼日尔的途中被抓获。新华网（页面存档备份，存于）
- 英國「每日郵報」（Daily Mail）報導，科學家聲稱創造出全球最輕的固體材料，此物質由微小金屬中空管製成，管壁比髮絲薄1,000倍，99.99%為空氣組成，比保麗龍輕100倍，具「極高能量吸收」特質。中央社

## 11月20日
- 西班牙人民党在议会选举中获胜，其主席马里亚诺·拉霍伊将出任下一任西班牙首相。新华网 Archive.today的存檔，存档日期2013-04-28

## 11月22日
- 埃及武装部队最高委员会主席坦塔维发表电视讲话说，军方接受伊薩姆·沙拉夫内阁的辞呈，将组建政府，强调议会选举将如期举行。新华网
- 国际货币基金组织宣布新的借贷工具，旨在帮助身为“旁观者” 的欧元区国家保护自身免受主权债务危机蔓延的损害。新华网 Archive.today的存檔，存档日期2013-04-28

## 11月23日
- 歐洲太空總署表示，自8日發射以來便卡在軌道上的俄羅斯「福保斯－格朗特」太空船向澳洲西部追蹤站發出「第一個存活訊號」。中央社
- 也门总统萨利赫在沙特首都利雅得签署了海湾阿拉伯国家合作委员会旨在化解也门危机的调解协议，移交权力。新华网 Archive.today的存檔，存档日期2013-04-28

## 11月24日
- 加拿大油砂公司Syncrude宣布，發現1具近乎完整的蛇頸龍化石。Yahoo!奇摩新聞（页面存档备份，存于）
- 诺基亚宣布，由于股票成交量不断萎缩，公司已经申请从法兰克福证交所摘牌退市。过去的8年里，诺基亚已经依次从伦敦、巴黎和斯德哥尔摩等证券市场摘牌退市。新华网（页面存档备份，存于）

## 11月25日
- 美國密西根大學研究團隊表示，已經開發出技術將晶片裝至在甲蟲身上 ，讓牠自身動能做為動力而操縱的半機械甲蟲。。中央社

## 11月26日
- 美国好奇号火星车从佛罗里达州卡纳维拉尔角空军基地发射升空，这个探测器主要用于探索火星过去或现在是否存在适宜生命生存的环境。新华网（页面存档备份，存于）
- 在北约战机对巴基斯坦西北部部落地区袭击造成巴士兵24死、13伤后，巴军政高层决定，要求美国在15天之内撤出巴西南部俾路支省的一个主要空军基地。新华网（页面存档备份，存于）
- 中老缅泰湄公河联合巡逻执法部长级会议在北京举行。会议决定，自12月中旬开始，四国在湄公河开展联合巡逻执法工作。新华网（页面存档备份，存于）
- 摩洛哥公正与发展党宣布在议会选举中获胜。新华网 Archive.today的存檔，存档日期2013-04-28
- 新西兰现任总理约翰·基率领的国家党在议会选举中获胜，约翰·基将连任总理。新华网
- 第48届金马奖颁奖典礼台湾新竹市举行，香港影片《桃姐》一举拿下最佳导演（许鞍华）和最佳男主角（刘德华）、最佳女主角（叶德娴）3个奖项，台湾电影《赛德克·巴莱》赢得观众票选最佳影片。新华网（页面存档备份，存于）

## 11月27日
- 伊朗议会投票决定，降低与英国的外交及经济关系等级，将驱逐英国驻伊朗大使多米尼克-希尔科特。联合早报
- 阿卜德里拉赫·本基拉纳率领的摩洛哥反对党正义与发展党在25日举行的众议院选举中获胜。新华网 Archive.today的存檔，存档日期2013-04-28
- 在开罗举行的阿拉伯联盟外长会议通过了对叙利亚的制裁措施。新华网（页面存档备份，存于）

## 11月28日
- 《联合国气候变化框架公约》第17次缔约方会议暨《京都议定书》第7次缔约方会议在南非海滨城市德班开幕。新华网 Archive.today的存檔，存档日期2013-04-28

## 11月29日
- 伊朗数千名抗议者冲击英国驻伊朗大使馆，抗议英国政府21日起实施的对伊朗单边制裁措施（新华网（页面存档备份，存于））。
- 科特迪瓦前总统洛朗·巴博因涉嫌在2010年科特迪瓦大选后犯有危害人类罪被科特迪瓦当局移交给国际刑事法院。新华网 Archive.today的存檔，存档日期2013-04-28
- 挪威两名精神病学家向法院提交精神鉴定报告，称7月22日爆炸和枪击案制造者安德斯·贝林·布雷维克“精神失常”。新华网
- 标准普尔公司下调了美国主要银行的信用评级，包括花旗银行、高盛公司、富国银行、摩根大通银行、摩根士丹利投资银行和美国银行。新华网

## 11月30日
- 英国200万公务人员举行1979年以来英国最大的罢工。北京日报
- 英国外交大臣黑格宣布：英国驻伊朗大使馆已正式闭馆，他同时要求位于伦敦的伊朗驻英国大使馆立即闭馆，所有伊朗外交官必须在48小时内撤离。新华网（页面存档备份，存于）
- 美国联邦储备委员会与加拿大、英国、日本、瑞士和欧洲央行联合行动，向市场提供流动性，以支持全球金融体系。新华网 Archive.today的存檔，存档日期2013-04-28
- 经过18个月的漫长谈判，比利时6个党派达成联盟协议，以埃利奥·迪吕波为首相的新政府5日将正式组建。新华网（页面存档备份，存于）
- 希拉里·克林顿抵达缅甸新首都内比都，开始对缅甸进行为期3天的访问。这是自1955年以来美国国务卿首次访问缅甸。新华网